# The Call Up
«The Call Up» es una canción de la banda británica The Clash, lanzada como el primer sencillo de su cuarto álbum, Sandinista!, junto con la cara-B «Stop the World».
La canción empieza y acaba con una marcha de Marines de los Estados Unidos y se trata principalmente de la conscripción en los Estados Unidos, aunque también trata sobre la guerra en general. Con la línea "Son las 11 y 55 minutos ...", la canción hace referencia directa al Minutes to Midnight y Doomsday Clock que fue establecido y mantenido por el Bulletin of the Atomic Scientists en la Universidad de Chicago, cuya lectura denota lo cerca que se estima que está el mundo de un desastre global (la medianoche en el reloj es el "día del juicio final"). También incluye un rechazo a los trabajos sin futuro ("¿quién te da trabajo y por qué deberías hacerlo?"). Aunque Estados Unidos suspendió el borrador en 1973, en 1980 el Congreso restableció el requisito de que los hombres de entre 18 y 25 años se registren en el Sistema de Servicio Selectivo. Esto puede haber inspirado el tema de la canción, ya que fue un tema de actualidad en Estados Unidos durante 1980, el año en que se escribió y grabó Sandinista!.
Don Letts grabó el video que acompaña al sencillo en un almacén propiedad del cantante y coleccionista de parafernalia militar Chris Farlowe. El vídeo está en blanco y negro y presentaba a la banda vestida con trajes que consistían en varias partes de uniformes y equipos militares.

## Relanzamientos
El sencillo fue reeditado en 1981 en los Estados Unidos por Epic Records en formato de vinilo de 7 " y con una portada diferente. En la cara B del lanzamiento estadounidense estaba " The Cool Out ", una versión  de " The Call Up".
Además de su inclusión en Sandinista!, "The Call Up" se ha incluido tanto en The Clash on Broadway como en The Singles. Está ausente en The Essential Clash, aunque se incluye "Stop The World", su cara B que no estaba incluida en Sandinista. "Stop The World" también se incluye en The Clash on Broadway y en la recopilación del lado B de Super Black Market Clash.
El sencillo fue reeditado en CD como Disco 12 de Singles Box, completo con una recreación de la portada original, pero omite "The Cool Out", lo que lo convierte en el único disco del conjunto que no incluye todos los lanzados fuera del Reino Unido. Sin embargo, "The Cool Out" se incluye en el disco 14 como parte del lanzamiento de "Magnificent Seven".

## Personal
The Call Up
- Joe Strummer-voz, guitarra rítmica
- Mick Jones - guitarra solista, coros, efectos de sonido
- Norman Watt-Roy - bajo, coros
- Topper Headon - batería, coros

Stop the World
- Joe Strummer - voz
- Mick Jones - guitarras, efectos de sonido
- Norman Watt-Roy - bajo
- Topper Headon - batería

## Listas
| Año  | Ranking en la lista | Posición en la lista |
| ---- | ------------------- | -------------------- |
| 1980 | Australia           | 69                   |
| 1980 | Nueva Zelanda       | 42                   |
| 1980 | Suecia              | 13                   |
| 1980 | Reino Unido         | 40                   |